# Antiphrisson
Antiphrisson är ett släkte av tvåvingar. Antiphrisson ingår i familjen rovflugor.

## Dottertaxa tillAntiphrisson, i alfabetisk ordning[1]
- Antiphrisson accessus
- Antiphrisson adpressus
- Antiphrisson aex
- Antiphrisson alaschanicus
- Antiphrisson alpicola
- Antiphrisson anushae
- Antiphrisson aspereum
- Antiphrisson breviaristatus
- Antiphrisson charanchoicus
- Antiphrisson elachypteryx
- Antiphrisson erenitus
- Antiphrisson eriopyx
- Antiphrisson fossilis
- Antiphrisson fuligineus
- Antiphrisson grunini
- Antiphrisson koo
- Antiphrisson malkovskii
- Antiphrisson mica
- Antiphrisson minor
- Antiphrisson mitjaevi
- Antiphrisson mongolicus
- Antiphrisson monstrosus
- Antiphrisson mujuncumus
- Antiphrisson niger
- Antiphrisson pallens
- Antiphrisson pecinensis
- Antiphrisson penicissus
- Antiphrisson schurovenkovi
- Antiphrisson semivillosus
- Antiphrisson tenebrosus
- Antiphrisson trifarius
- Antiphrisson zaitzevi